# Troféu Promessas
O Troféu Promessas foi uma premiação realizada pela Geo Eventos com o apoio da Rede Globo entre 2011 e 2013 para premiar os melhores artistas da música cristã contemporânea brasileira. Com o fim do Troféu Talento em 2009, a premiação se tornou, logo em seu início, como a maior premiação da música evangélica, com indicações de cantores de grandes gravadoras do nicho, como a MK Music, Graça Music, Sony Music, Som Livre, Line Records e Novo Tempo.
A premiação, durante os anos de existência, fomentou várias polêmicas e críticas da mídia especializada, sobretudo no ano de 2012, quando o vocalista do Resgate, Zé Bruno, criticou publicamente o prêmio, além de outros artistas, como Marina de Oliveira. Em 2013, a cerimônia de entrega dos prêmios foi cancelada e os vencedores foram divulgados pelo portal da premiação.

## História

### 2011
No dia 9 de agosto, no Rio de Janeiro, foram selecionados os vinte candidatos pelo comitê organizador. A escolha era de trabalhos lançados em 2010 e 2011. As votações pela Internet e SMS só iniciaram no dia 16. Foram anunciadas nove categorias. Segundo a crítica, a grande falha da organização foi na categoria melhor grupo, em que colocaram duplas como Cassiane e Jairinho com bandas de rap como Ao Cubo, bandas de rock como Oficina G3 com bandas de louvor e adoração como Trazendo a Arca e Livres para Adorar. Outra crítica foi os álbuns Emanuel, de Nívea Soares e Ainda não É o Último, da banda Resgate ficarem de fora da categoria melhor CD.
O DVD Uma Nova História, de Fernandinho, foi desclassificado da competição, após ser detectado que o mesmo havia sido lançado antes do período válido para a competição, segundo o regulamento do projeto. Entretanto, a canção "Uma nova história" continuou concorrendo, mesmo tendo sido lançada em 2009. A segunda fase iniciou no dia 06 de novembro com uma mudança. O regulamento dizia que nela haveria somente três finalistas, mas a organização voltou atrás e divulgou cinco. As votações foram encerradas no dia 22 de novembro. Também foi anunciada que a data de cerimônia seria no dia 29 de novembro e seria realizada somente para convidados.
No dia 29 de novembro de 2011 foi realizado o evento. A abertura foi feita por Silas Malafaia, e a apresentado pelo ator Eriberto Leão e Alex Passos. Participaram da cerimônia músicos e personalidades como Bruna Karla, Zé Bruno, Hamilton Gomes, Cristina Mel, Leonardo Gonçalves, Damares, Duca Tambasco, Jefferson, Thalles Roberto, Ana Paula Valadão, Jean Carllos, Aline Barros, André Valadão, Marcus Salles e outros. Asaph Borba foi o homenageado do ano.

## Vencedores

### 2011[7]
- Melhor Clipe: "Pavão Pavãozinho" - Fernanda Brum
- Revelação: Thalles Roberto
- Melhor CD: Diamante - Damares
- Melhor DVD/Blu-ray: Aleluia - Diante do Trono
- Melhor Grupo: Trazendo a Arca
- Melhor Ministério de Louvor: Diante do Trono
- Melhor Cantor: André Valadão
- Melhor Cantora: Aline Barros
- Melhor Música: "Sou Humano" - Bruna Karla

### 2012
- Pra Curtir: Marcela Taís
- Melhor clipe: "Aguenta Firme" - Voices
- Revelação: Jotta A
- Melhor CD: Uma História Escrita pelo Dedo de Deus - Thalles Roberto
- Melhor DVD: Uma História Escrita pelo Dedo de Deus - Thalles Roberto
- Melhor CD pentecostal: Ao Vivo - Damares
- Melhor grupo: Banda Inesquecível (Ap. Estevam Hernandes)
- Melhor ministério de louvor: Diante do Trono
- Melhor cantor: Thalles Roberto
- Melhor cantora: Fernanda Brum
- Melhor música: "Me Ama (How He Loves Us)" - Diante do Trono
- Homenageado do Ano: Luiz de Carvalho

### 2013
- Pra Curtir: Mariana Ava
- Melhor clipe: "Nosso Deus" (Our Gord) - Gui Rebustini
- Revelação: Gui Rebustini
- Melhor CD: Creio - Diante do Trono
- Melhor DVD: Novo Dia, Novo Tempo - Renascer Praise
- Melhor CD de rock: Histórias e Bicicletas (Reflexões, Encontros e Esperança) - Oficina G3
- Melhor grupo: Arautos do Rei
- Melhor ministério de louvor: Pedras Vivas
- Melhor cantor: Anderson Freire
- Melhor cantora: Fernanda Brum
- Melhor música: "Nosso Deus" (Our God) - Gui Rebustini

## Controvérsias

### Banimento doResgate
Em setembro de 2012, Zé Bruno, vocalista da banda de rock Resgate, publicou um texto nas redes sociais do grupo de título "Quero ganhar o Troféu Promessas", ironizando o fato de traduções concorrerem o prêmio de "Melhor canção", além das campanhas de votos realizadas por artistas concorrentes. "Amigos cantores e artistas, não se ofendam com o humor ácido das palavras de um pobre maluco como eu que faz de conta que é pensador. Se fiz mal, é fácil resolver o problema… afinal, depois de tanto “faz de conta”, basta fazer de conta que eu nunca escrevi nada, e tá tudo certo." Após a lista de vencedores darem vitória a "Me Ama", versão de "How He Loves", a cantora Marina de Oliveira ironizou a premiação, rindo do fato de uma tradução vencer um prêmio nacional.
Na premiação seguinte, ocorrida em 2013, Zé Bruno, assim como o diretor do selo gospel da Sony Music Brasil, Maurício Soares foi considerado persona non grata pelo comitê do troféu, excluindo o Resgate de concorrer as categorias de "Melhor banda" e "Melhor CD de rock" com Este Lado para Cima.
| “ | Eu estive na primeira edição do Troféu mesmo sem estar concorrendo a nada, o Resgate não estava indicado a nada. Fui porque estava atraído pela oportunidade de ver o nosso cenário musical amadurecer. Quando vi o site, o apoio da Globo, os nomes envolvidos, pensei em algo diferente. Pensei num prêmio Multishow, pensei em Festival de Gramado, pensei em Dove Awards, e o que vi foi um monte de gente vestida com roupa de festa pra receber o prêmio que elas mesmas produziram pra si próprias. Tive vergonha alheia. Talvez minha expectativa tenha sido grande demais, mas confesso que me decepcionei. É assim que queremos que nossa música seja respeitada? Desculpe, estou fora disso. | ” |